# Lista sezoanelor lui Real Madrid CF
Real Madrid CF este un club de fotbal din Madrid, care evoluează în La Liga, eșalonul superior al fotbalului din Spania. Clubul a fost fondat în 1902 sub denumirea Madrid Football Club, și a jucat primul său meci competitiv pe 13 mai 1902, când a pierdut cu 3–1 în semifinalele Campeonato de Copa de S.M. Alfonso XIII în fața echipei FC Barcelona. În 1929 clubul devine membru fondator al La Liga, prima ligă națională din Spania. Real este unul din cele trei cluburi spaniole care nu a retrogradat niciodată, celelalte două fiind Athletic Bilbao și FC Barcelona.
Din 1902 până în 1929, Real a câștigat Copa del Rey de 5 ori, iar campionatul regional de 15 ori. Real Madrid a avut un start de succes în La Liga, terminând primul sezon pe poziția secundă în clasament, iar în 1932 câștigând pentru prima dată titlul. În sezonul 1947–48, Real Madrid s-a clasat pe poziția a 11-a, care până în prezent rămâne a fi cea mai proastă poziționare a clubului. Real Madrid a câștigat de 4 ori La Liga și de 5 ori Cupa Campionilor Europeni pe durata anilor 1950. Totuși, cea mai de succes perioadă a clubului pe plan național a fost în anii 1960, când Real Madrid câștigase campionatul de 8 ori timp de un deceniu. Real e unica echipă spaniolă care a câștigat 5 titluri consecutive, o performanță realizată de două ori (1960–65 și 1985–90).
Real Madrid a participat pentru prima dată în competițiile Europene în sezonul 1954–55, când a jucat în Cupa Latină. Primul titlu European câștigat a fost ediția inaugurală a Cupei Campionilor Europeni, în sezonul 1955–56. Real Madrid a câștigat primele 5 ediții ale Cupei Campionilor Europeni, iar mai târziu încă de patru ori, ultima dată fiind în 2002. Astfel, cu cele nouă trofee ale sale, clubul deține recordul la numărul de Cupe Europene câștigate. Real a câștigat Cupa UEFA în sezonul 1984–85 și și-a apărat titlul în sezonul următor. El a câștigat prima sa dublă formată din cupă și campionat, în anul 1962. Real Madrid este al doilea cel mai de succes club în competițiile UEFA, câștigând 15 trofee continentale.
Clubul a câștigat de 32 de ori campionatul național „La Liga”, 18 ori Copa del Rey, o dată Copa de la Liga, de 10 ori Supercopa de España (inclusiv Copa Eva Duarte), de 9 ori Cupa Campionilor Europeni / Liga Campionilor, de două ori Cupa UEFA, o dată Supercupa Europei și de trei ori Cupa Intercontinentală.

## Legendă
| Cheie pentru campionat: - M = Meciuri - V = Victorii - R = Remize - Î = Înfrângeri - GM = Goluri marcate - GP = Goluri primite - Pt = Puncte - Poz = Poziția finală | Cheie pentru divizii și runde: - Camp. Reg. = Campeonato Regional Centro - C = Campion - F = Finalistă - SF = Semifinalistă - QF = Sfert-finalistă - 1/8 = Optimi de finală - 1/16 = Șaisprezecimi de finală, etc. |

| Campion* | Finalist† | Golgheter în La Liga |

## Sezoane
Până în 1929 Spania nu avea un campionat național de fotbal. Real Madrid evolua în campionatul regiunii Madrid, numit Campeonato Centro, câștigătorul căruia se califica pentru Copa del Rey alături de reprezentantele altor regiuni. În 1929, a fost înființată La Liga, primul campionat național de fotbal al Spaniei, Real Madrid numărându-se printre membrii fondatori. The club also competed in the regional championship until it was abandoned in 1940. Copa del Rey a continuat să existe alături de La Liga. Cluburile continuau să se califice pentru ea până după poziția din campionatul regional până în 1940, când ea a devenit deschisă pentru toate echipele din cele două divizii ale campionatului spaniol.
| Sezon     | Divizia                                                                         | M         | Î         | R         | Î         | GM        | GP        | Pt                   | Poz         | Copa del Rey | Competiția                | Rezult. | Competiția                                              | Rezult. | Nume)                         | Goluri             |
| Sezon     | Campionat                                                                       | Campionat | Campionat | Campionat | Campionat | Campionat | Campionat | Campionat            | Campionat   | Copa del Rey | Europa                    | Europa  | Altele                                                  | Altele  | La Liga top scorer            | La Liga top scorer |
| --------- | ------------------------------------------------------------------------------- | --------- | --------- | --------- | --------- | --------- | --------- | -------------------- | ----------- | ------------ | ------------------------- | ------- | ------------------------------------------------------- | ------- | ----------------------------- | ------------------ |
| 1902      | —                                                                               | —         | —         | —         | —         | —         | —         | —                    | —           | SF           | —                         | —       | Concurso de Consolación                                 | C*      | —                             | —                  |
| 1902–03   | Camp. Reg.                                                                      | 2         | 1         | 0         | 1         | 9         | 3         | 2                    | 2†          | F†           | —                         | —       | —                                                       | —       | —                             | —                  |
| 1903–04   | Camp. Reg.                                                                      | 1         | 0         | 1         | 0         | 5         | 5         | —                    | —           | —            | —                         | —       | —                                                       | —       | —                             | —                  |
| 1904–05   | Camp. Reg.                                                                      | 1         | 1         | 0         | 0         | 2         | 0         | bgcolor="gold"\|C*   | C*          | —            | —                         | —       | —                                                       | —       | —                             |                    |
| 1905–06   | Camp. Reg.                                                                      | 1         | 1         | 0         | 0         | 7         | 0         | bgcolor="gold"\|C*   | C*          | —            | —                         | —       | —                                                       | —       | —                             |                    |
| 1906–07   | Camp. Reg.                                                                      | 5         | 4         | 0         | 1         | 15        | 7         | bgcolor="gold"\|C*   | C*          | —            | —                         | —       | —                                                       | —       | —                             |                    |
| 1907–08   | Camp. Reg.                                                                      | 6         | 4         | 1         | 1         | 15        | 4         | 9                    | C*          | C*           | —                         | —       | —                                                       | —       | —                             | —                  |
| 1908–09   | Camp. Reg.                                                                      | 3         | 1         | 0         | 2         | 4         | 5         | 2                    | 03          | —            | —                         | —       | —                                                       | —       | —                             | —                  |
| 1909–10   | Camp. Reg.                                                                      | 4         | 1         | 1         | 2         | 4         | 7         | 3                    | 03  [ n 8 ] | 06  [ n 9 ]  | —                         | —       | —                                                       | —       | —                             | —                  |
| 1910–11   | Camp. Reg.                                                                      | 3         | 1         | 0         | 2         | 4         | 4         | bgcolor="silver"\|2† | —           | —            | —                         | —       | —                                                       | —       | —                             |                    |
| 1911–12   | Camp. Reg.                                                                      | —         | —         | —         | —         | —         | —         | —                    | —           | —            | —                         | —       | —                                                       | —       | —                             | —                  |
| 1912–13   | Camp. Reg.                                                                      | 3         | 2         | 1         | 0         | 9         | 3         | 5                    | C*          | SF           | —                         | —       | —                                                       | —       | —                             | —                  |
| 1913–14   | Camp. Reg.                                                                      | 4         | 1         | 1         | 2         | 3         | 5         | 3                    | 03          | —            | —                         | —       | —                                                       | —       | —                             | —                  |
| 1914–15   | Camp. Reg.                                                                      | 6         | 1         | 3         | 2         | 10        | 12        | 5                    | 03          | —            | —                         | —       | —                                                       | —       | —                             | —                  |
| 1915–16   | Camp. Reg.                                                                      | 6         | 5         | 0         | 1         | 15        | 5         | 10                   | C*          | SF           | —                         | —       | —                                                       | —       | —                             | —                  |
| 1916–17   | Camp. Reg.                                                                      | 6         | 6         | 0         | 0         | 28        | 8         | 12                   | C*          | C*           | —                         | —       | —                                                       | —       | —                             | —                  |
| 1917–18   | Camp. Reg.                                                                      | 6         | 5         | 0         | 1         | 13        | 8         | 10                   | C*          | F†           | —                         | —       | —                                                       | —       | —                             | —                  |
| 1918–19   | Camp. Reg.                                                                      | 8         | 5         | 1         | 2         | 20        | 15        | 11                   | 2†          | —            | —                         | —       | —                                                       | —       | —                             | —                  |
| 1919–20   | Camp. Reg.                                                                      | 6         | 4         | 1         | 1         | 17        | 7         | 9                    | C*          | QF           | —                         | —       | —                                                       | —       | —                             | —                  |
| 1920–21   | Camp. Reg.                                                                      | 6         | 2         | 1         | 3         | 14        | 9         | 5                    | 03          | —            | —                         | —       | —                                                       | —       | —                             | —                  |
| 1921–22   | Camp. Reg.                                                                      | 6         | 5         | 1         | 0         | 28        | 5         | 11                   | C*          | SF           | —                         | —       | —                                                       | —       | —                             | —                  |
| 1922–23   | Camp. Reg.                                                                      | 6         | 3         | 2         | 1         | 12        | 9         | 8                    | C*          | QF           | —                         | —       | —                                                       | —       | —                             | —                  |
| 1923–24   | Camp. Reg.                                                                      | 8         | 6         | 2         | 0         | 21        | 7         | 14                   | C*          | F†           | —                         | —       | —                                                       | —       | —                             | —                  |
| 1924–25   | Camp. Reg.                                                                      | 8         | 3         | 3         | 2         | 11        | 6         | 9                    | 2†          | —            | —                         | —       | —                                                       | —       | —                             | —                  |
| 1925–26   | Camp. Reg.                                                                      | 8         | 6         | 1         | 1         | 17        | 5         | 13                   | C*          | QF           | —                         | —       | —                                                       | —       | —                             | —                  |
| 1926–27   | Camp. Reg.                                                                      | 16        | 12        | 1         | 3         | 38        | 12        | 25                   | C*          | SF           | —                         | —       | —                                                       | —       | —                             | —                  |
| 1927–28   | Camp. Reg.                                                                      | 10        | 8         | 0         | 2         | 38        | 10        | 16                   | F†          | QF           | —                         | —       | —                                                       | —       | —                             | —                  |
| 1928–29   | La LigaCamp. Reg.                                                               | 188       | 117       | 1         | 60        | 4030      | 278       | 2315                 | 2†C*        | F†           | —                         | —       | —                                                       | —       | Rubio                         | 12                 |
| 1929–30   | La LigaCamp. Reg.                                                               | 188       | 75        | 31        | 82        | 4524      | 4212      | 1711                 | C*          | F†           | —                         | —       | —                                                       | —       | Rubio                         | 18                 |
| 1930–31   | La LigaCamp. Reg.                                                               | 1810      | 79        | 41        | 70        | 2434      | 2710      | 1819                 | C*          | QF           | —                         | —       | —                                                       | —       | Lazcano                       | 5                  |
| 1931–32   | La LigaCamp. Reg.                                                               | 1810      | 108       | 81        | 01        | 3740      | 158       | 2817                 | 1*C*        | 1/8          | —                         | —       | —                                                       | —       | Olivares                      | 11                 |
| 1932–33   | La LigaCamp. Reg.                                                               | 1810      | 139       | 20        | 31        | 4938      | 177       | 2818                 | 1*C*        | F†           | —                         | —       | —                                                       | —       | Olivares                      | 15                 |
| 1933–34   | La LigaCamp. Reg.                                                               | 1810      | 107       | 2         | 61        | 4135      | 2911      | 2216                 | 2†C*        | C*           | —                         | —       | —                                                       | —       | Regueiro                      | 12                 |
| 1934–35   | La LigaCamp. Reg.                                                               | 2212      | 1610      | 10        | 52        | 6141      | 3413      | 3320                 | 2†C*        | 1/8          | —                         | —       | —                                                       | —       | Sañudo                        | 20                 |
| 1935–36   | La LigaCamp. Reg.                                                               | 2210      | 136       | 3         | 61        | 6223      | 358       | 2915                 | 2†C*        | C*           | —                         | —       | —                                                       | —       | Sañudo                        | 20                 |
| 1936–39   | Nu s-au ținut competiții între 1936 și 1939 din cauza Războiului Civil Spaniol. | &         | &         | &         | &         | &         | &         | &                    | é           | &            | &                         | é       | &                                                       | é       | &                             |                    |
| 1939–40   | La LigaCamp. Reg.                                                               | 1810      | 117       | 1         | 62        | 4021      | 2712      | 2315                 | 2†          | F†           | —                         | —       | —                                                       | —       | Alday                         | 13                 |
| 1940–41   | La Liga                                                                         | 22        | 11        | 2         | 9         | 51        | 38        | 24                   | 06          | 1/8          | —                         | —       | —                                                       | —       | Alday                         | 14                 |
| 1941–42   | La Liga                                                                         | 26        | 14        | 5         | 7         | 65        | 43        | 33                   | 2†          | QF           | —                         | —       | —                                                       | —       | Alday                         | 23                 |
| 1942–43   | La Liga                                                                         | 26        | 10        | 5         | 11        | 52        | 50        | 25                   | 1           | F†           | —                         | —       | —                                                       | —       | Alday                         | 16                 |
| 1943–44   | La Liga                                                                         | 26        | 11        | 6         | 9         | 48        | 38        | 28                   | 07          | 1/8          | —                         | —       | —                                                       | —       | Barinaga                      | 20                 |
| 1944–45   | La Liga                                                                         | 26        | 18        | 2         | 6         | 68        | 35        | 38                   | 2†          | 1/8          | —                         | —       | —                                                       | —       | Barinaga                      | 18                 |
| 1945–46   | La Liga                                                                         | 26        | 11        | 9         | 6         | 46        | 30        | 31                   | 04          | C*           | —                         | —       | —                                                       | —       | Pruden                        | 20                 |
| 1946–47   | La Liga                                                                         | 26        | 11        | 5         | 10        | 62        | 56        | 27                   | 07          | C*           | —                         | —       | —                                                       | —       | Pruden                        | 22                 |
| 1947–48   | La Liga                                                                         | 26        | 7         | 7         | 12        | 41        | 56        | 21                   | 1           | 1/8          | —                         | —       | Copa Eva Duarte                                         | C*      | Molowny                       | 9                  |
| 1948–49   | La Liga                                                                         | 26        | 15        | 4         | 7         | 67        | 42        | 34                   | 03          | 1/8          | —                         | —       | —                                                       | —       | Pahiño                        | 21                 |
| 1949–50   | La Liga                                                                         | 26        | 11        | 9         | 6         | 60        | 49        | 31                   | 04          | SF           | —                         | —       | —                                                       | —       | Pahiño                        | 19                 |
| 1950–51   | La Liga                                                                         | 30        | 13        | 5         | 12        | 80        | 71        | 31                   | 09          | SF           | —                         | —       | —                                                       | —       | Pahiño                        | 21                 |
| 1951–52   | La Liga                                                                         | 30        | 16        | 6         | 8         | 79        | 50        | 38                   | 03          | SF           | —                         | —       | —                                                       | —       | Pahiño                        | 28                 |
| 1952–53   | La Liga                                                                         | 30        | 18        | 3         | 9         | 67        | 49        | 39                   | 03          | SF           | —                         | —       | —                                                       | —       | Pahiño                        | 19                 |
| 1953–54   | La Liga                                                                         | 30        | 17        | 6         | 7         | 72        | 41        | 40                   | 1*          | SF           | —                         | —       | —                                                       | —       | Di Stéfano                    | 27                 |
| 1954–55   | La Liga                                                                         | 30        | 20        | 6         | 4         | 80        | 31        | 46                   | 1*          | SF           | —                         | —       | Cupa Latină                                             | C*      | Di Stéfano                    | 25                 |
| 1955–56   | La Liga                                                                         | 30        | 18        | 2         | 10        | 81        | 39        | 38                   | 03          | SF           | Cupa Campionilor Europeni | C*      | —                                                       | —       | Di Stéfano                    | 24                 |
| 1956–57   | La Liga                                                                         | 30        | 20        | 4         | 6         | 74        | 35        | 44                   | 1*          | QF           | Cupa Campionilor Europeni | C*      | Cupa Latină                                             | C*      | Di Stéfano                    | 31                 |
| 1957–58   | La Liga                                                                         | 30        | 20        | 5         | 5         | 71        | 26        | 45                   | 1*          | F†           | Cupa Campionilor Europeni | C*      | —                                                       | —       | Di Stéfano                    | 19                 |
| 1958–59   | La Liga                                                                         | 30        | 21        | 5         | 4         | 89        | 29        | 47                   | 2†          | SF           | Cupa Campionilor Europeni | C*      | —                                                       | —       | Di Stéfano                    | 23                 |
| 1959–60   | La Liga                                                                         | 30        | 21        | 4         | 5         | 92        | 36        | 46                   | 2†          | F†           | Cupa Campionilor Europeni | C*      | —                                                       | —       | Puskás                        | 25                 |
| 1960–61   | La Liga                                                                         | 30        | 24        | 4         | 2         | 89        | 25        | 52                   | 1*          | F†           | Cupa Campionilor Europeni | 1/8     | Cupa Intercontinetală                                   | C*      | Puskás                        | 28                 |
| 1961–62   | La Liga                                                                         | 30        | 19        | 5         | 6         | 58        | 24        | 43                   | 1*          | C*           | Cupa Campionilor Europeni | F†      | —                                                       | —       | Puskás                        | 20                 |
| 1962–63   | La Liga                                                                         | 30        | 23        | 3         | 4         | 83        | 33        | 49                   | 1*          | SF           | Cupa Campionilor Europeni | 1/8     | —                                                       | —       | Puskás                        | 26                 |
| 1963–64   | La Liga                                                                         | 30        | 22        | 2         | 6         | 61        | 23        | 46                   | 1*          | QF           | Cupa Campionilor Europeni | F†      | —                                                       | —       | Puskás                        | 21                 |
| 1964–65   | La Liga                                                                         | 30        | 21        | 5         | 4         | 64        | 18        | 47                   | 1*          | 1/8          | Cupa Campionilor Europeni | QF      | —                                                       | —       | Grosso                        | 17                 |
| 1965–66   | La Liga                                                                         | 30        | 19        | 5         | 6         | 53        | 30        | 43                   | 2†          | QF           | Cupa Campionilor Europeni | C*      | —                                                       | —       | Grosso                        | 11                 |
| 1966–67   | La Liga                                                                         | 30        | 19        | 9         | 2         | 58        | 22        | 47                   | 1*          | QF           | Cupa Campionilor Europeni | QF      | Cupa Intercontinetală                                   | F†      | Gento                         | 11                 |
| 1967–68   | La Liga                                                                         | 30        | 16        | 10        | 4         | 55        | 26        | 42                   | 1*          | F†           | Cupa Campionilor Europeni | SF      | —                                                       | —       | Amancio, Pirri, Velázquez     | 10                 |
| 1968–69   | La Liga                                                                         | 30        | 18        | 11        | 1         | 46        | 21        | 47                   | 1*          | 1/8          | Cupa Campionilor Europeni | 1/8     | —                                                       | —       | Amancio                       | 14                 |
| 1969–70   | La Liga                                                                         | 30        | 13        | 9         | 8         | 50        | 42        | 35                   | 05          | C*           | Cupa Campionilor Europeni | 1/8     | —                                                       | —       | Amancio                       | 16                 |
| 1970–71   | La Liga                                                                         | 30        | 17        | 7         | 6         | 46        | 24        | 41                   | 04          | 1/16         | Cupa Cupelor              | F†      | —                                                       | —       | Pirri                         | 13                 |
| 1971–72   | La Liga                                                                         | 34        | 19        | 9         | 6         | 51        | 27        | 47                   | 1*          | SF           | Cupa UEFA                 | 1/16    | —                                                       | —       | Pirri                         | 11                 |
| 1972–73   | La Liga                                                                         | 34        | 17        | 9         | 8         | 45        | 29        | 43                   | 04          | 1/8          | Cupa Campionilor Europeni | SF      | —                                                       | —       | Santillana                    | 10                 |
| 1973–74   | La Liga                                                                         | 34        | 13        | 8         | 13        | 48        | 38        | 34                   | 08          | C*           | Cupa UEFA                 | R64     | —                                                       | —       | Mas                           | 11                 |
| 1974–75   | La Liga                                                                         | 34        | 20        | 10        | 4         | 66        | 34        | 50                   | 1*          | C*           | Cupa Cupelor              | QF      | —                                                       | —       | Santillana                    | 17                 |
| 1975–76   | La Liga                                                                         | 34        | 20        | 8         | 6         | 54        | 26        | 48                   | 1*          | 1/8          | Cupa Campionilor Europeni | SF      | —                                                       | —       | Pirri                         | 13                 |
| 1976–77   | La Liga                                                                         | 34        | 12        | 10        | 12        | 57        | 53        | 34                   | 09          | 1/16         | Cupa Campionilor Europeni | 1/8     | —                                                       | —       | Santillana                    | 12                 |
| 1977–78   | La Liga                                                                         | 34        | 22        | 3         | 9         | 77        | 40        | 47                   | 1*          | 1/8          | —                         | —       | —                                                       | —       | Santillana                    | 24                 |
| 1978–79   | La Liga                                                                         | 34        | 16        | 15        | 3         | 61        | 36        | 47                   | 1*          | F†           | Cupa Campionilor Europeni | 1/8     | —                                                       | —       | Santillana                    | 18                 |
| 1979–80   | La Liga                                                                         | 34        | 22        | 9         | 3         | 70        | 33        | 53                   | 1*          | C*           | Cupa Campionilor Europeni | SF      | —                                                       | —       | Santillana                    | 23                 |
| 1980–81   | La Liga                                                                         | 34        | 20        | 5         | 9         | 66        | 37        | 45                   | 2†          | QF           | Cupa Campionilor Europeni | F†      | —                                                       | —       | Juanito                       | 19                 |
| 1981–82   | La Liga                                                                         | 34        | 18        | 8         | 8         | 57        | 34        | 44                   | 03          | C*           | Cupa UEFA                 | QF      | —                                                       | —       | Juanito, Santillana, Stielike | 9                  |
| 1982–83   | La Liga                                                                         | 34        | 20        | 9         | 5         | 57        | 25        | 49                   | 2†          | F†           | Cupa Cupelor              | F†      | Supercopa de EspañaLeague Cup                           | F†RU†   | Pineda                        | 11                 |
| 1983–84   | La Liga                                                                         | 34        | 22        | 5         | 7         | 59        | 37        | 49                   | 2†          | SF           | Cupa UEFA                 | R64     | —                                                       | —       | Juanito                       | 17                 |
| 1984–85   | La Liga                                                                         | 34        | 13        | 10        | 11        | 46        | 36        | 36                   | 05          | 1/8          | Cupa UEFA                 | C*      | League Cup                                              | C*      | Valdano                       | 17                 |
| 1985–86   | La Liga                                                                         | 34        | 26        | 4         | 4         | 83        | 33        | 56                   | 1*          | SF           | Cupa UEFA                 | C*      | —                                                       | —       | Sanchez                       | 22                 |
| 1986–87   | La Liga                                                                         | 44        | 27        | 12        | 5         | 84        | 37        | 66                   | 1*          | SF           | Cupa Campionilor Europeni | SF      | —                                                       | —       | Sanchez                       | 34                 |
| 1987–88   | La Liga                                                                         | 38        | 28        | 6         | 4         | 95        | 26        | 62                   | 1*          | SF           | Cupa Campionilor Europeni | SF      | —                                                       | —       | Sanchez                       | 29                 |
| 1988–89   | La Liga                                                                         | 38        | 25        | 12        | 1         | 91        | 37        | 62                   | 1*          | C*           | Cupa Campionilor Europeni | SF      | Supercopa de España                                     | C*      | Sanchez                       | 27                 |
| 1989–90   | La Liga                                                                         | 38        | 26        | 10        | 2         | 107       | 38        | 62                   | 1*          | F†           | Cupa Campionilor Europeni | 1/8     | Supercopa de España                                     | C*      | Sanchez                       | 38                 |
| 1990–91   | La Liga                                                                         | 38        | 20        | 6         | 12        | 63        | 37        | 46                   | 03          | 1/8          | Cupa Campionilor Europeni | QF      | Supercopa de España                                     | C*      | Butragueño                    | 19                 |
| 1991–92   | La Liga                                                                         | 38        | 23        | 8         | 7         | 78        | 32        | 54                   | 2†          | F†           | Cupa UEFA                 | SF      | —                                                       | —       | Hierro                        | 21                 |
| 1992–93   | La Liga                                                                         | 38        | 24        | 9         | 5         | 75        | 28        | 57                   | 2†          | C*           | Cupa UEFA                 | QF      | —                                                       | —       | Zamorano                      | 26                 |
| 1993–94   | La Liga                                                                         | 38        | 19        | 7         | 12        | 61        | 50        | 45                   | 04          | QF           | Cupa Cupelor              | QF      | Copa IberoamericanaSupercopa de España                  | C*C*    | Zamorano                      | 26                 |
| 1994–95   | La Liga                                                                         | 38        | 23        | 9         | 6         | 76        | 29        | 55                   | 1*          | 1/8          | Cupa UEFA                 | 1/8     | —                                                       | —       | Zamorano                      | 28                 |
| 1995–96   | La Liga                                                                         | 42        | 20        | 10        | 12        | 75        | 51        | 70                   | 06          | 1/8          | Liga Campionilor          | QF      | Supercopa de España                                     | F†      | Raúl                          | 19                 |
| 1996–97   | La Liga                                                                         | 42        | 27        | 11        | 4         | 85        | 36        | 92                   | 1*          | 1/8          | —                         | —       | —                                                       | —       | Suker                         | 24                 |
| 1997–98   | La Liga                                                                         | 38        | 17        | 12        | 9         | 63        | 45        | 63                   | 04          | 1/8          | Liga Campionilor          | C*      | Supercopa de España                                     | C*      | Morientes                     | 12                 |
| 1998–99   | La Liga                                                                         | 38        | 21        | 5         | 12        | 77        | 62        | 68                   | 2†          | SF           | Liga Campionilor          | QF      | Supercupa EuropeiCupa Intercontinetală                  | F†C*    | Raúl                          | 25                 |
| 1999–2000 | La Liga                                                                         | 38        | 16        | 14        | 8         | 58        | 48        | 62                   | 05          | QF           | Liga Campionilor          | C*      | Campionatul Mondial al Cluburilor FIFA                  | SF      | Raúl                          | 17                 |
| 2000–01   | La Liga                                                                         | 38        | 24        | 8         | 6         | 81        | 40        | 80                   | 1*          | R64          | Liga Campionilor          | SF      | Supercupa EuropeiCampionatul Mondial al Cluburilor FIFA | F†RU†   | Raúl                          | 24                 |
| 2001–02   | La Liga                                                                         | 38        | 19        | 9         | 10        | 69        | 44        | 66                   | 03          | F†           | Liga Campionilor          | C*      | Supercopa de España                                     | C*      | Morientes                     | 18                 |
| 2002–03   | La Liga                                                                         | 38        | 22        | 12        | 4         | 86        | 42        | 78                   | 1*          | QF           | Liga Campionilor          | SF      | Supercupa EuropeiCampionatul Mondial al Cluburilor FIFA | C*C*    | Ronaldo                       | 23                 |
| 2003–04   | La Liga                                                                         | 38        | 21        | 7         | 10        | 72        | 54        | 70                   | 04          | F†           | Liga Campionilor          | QF      | Supercopa de España                                     | C*      | Ronaldo                       | 24                 |
| 2004–05   | La Liga                                                                         | 38        | 25        | 5         | 8         | 71        | 32        | 80                   | 2†          | 1/8          | Liga Campionilor          | 1/8     | —                                                       | —       | Ronaldo                       | 21                 |
| 2005–06   | La Liga                                                                         | 38        | 20        | 10        | 8         | 70        | 40        | 70                   | 2†          | SF           | Liga Campionilor          | 1/8     | —                                                       | —       | Ronaldo                       | 14                 |
| 2006–07   | La Liga                                                                         | 38        | 23        | 7         | 8         | 66        | 40        | 76                   | 1*          | 1/8          | Liga Campionilor          | 1/8     | —                                                       | —       | van Nistelrooy                | 25                 |
| 2007–08   | La Liga                                                                         | 38        | 27        | 4         | 7         | 84        | 36        | 85                   | 1*          | 1/8          | Liga Campionilor          | 1/8     | Supercopa de España                                     | F†      | Raúl                          | 18                 |
| 2008–09   | La Liga                                                                         | 38        | 25        | 3         | 10        | 83        | 52        | 78                   | 2†          | 1/16         | Liga Campionilor          | 1/8     | Supercopa de España                                     | C*      | Higuaín                       | 22                 |
| 2009–10   | La Liga                                                                         | 38        | 31        | 3         | 4         | 102       | 35        | 96                   | 2†          | 1/16         | Liga Campionilor          | 1/8     | —                                                       | —       | Higuaín                       | 27                 |
| 2010–11   | La Liga                                                                         | 38        | 29        | 5         | 4         | 102       | 33        | 92                   | 2†          | C*           | Liga Campionilor          | SF      | —                                                       | —       | Cristiano Ronaldo             | 40                 |
| 2011–12   | La Liga                                                                         | 38        | 32        | 4         | 2         | 121       | 32        | 100                  | 1*          | QF           | Liga Campionilor          | SF      | Supercopa de España                                     | F†      | Cristiano Ronaldo             | 46                 |
| 2012–13   | La Liga                                                                         | 38        | 26        | 7         | 5         | 103       | 42        | 85                   | 2†          | F†           | Liga Campionilor          | SF      | Supercopa de España                                     | C*      | Cristiano Ronaldo             | 34                 |